# Riblji sos
Riblji sos je tečni začin napravljen od ribe ili krila koji su bili premazani solju i fermentisali tokom par godina.‍:234 On se široko koristi kao osnovni začin u istočnoj i jugoistočnoj azijskoj kuhinji.
Usled široko rasprostranjenog prepoznavanja njegove sposobnosti da jelima doda prijatni umami ukus, profesionalni i domaćinski kuvari prihvatili su ga širom sveta. Umami ukus u ribljem sosu je posledica visokog sadržaja glutamata. Deo korisnika na zapadu smatra soja sos vegetarijanskom alternativom ribljem sosu, mada se po ukusu veoma razlikuju.‍:234
Riblji sos se ne dodaje samo jelima kao začin, već se koristi i kao osnova u umacima.

## Istorija

### Azija
Umaci koji su uključivali fermentisane delove ribe sa ostalim sastojcima poput mesa i zrna soje zabeleženi su u Kini pre 2300 godina. Tokom dinastije Džou u drevnoj Kini, riba fermentirana sojom i solju koristila se kao začin. U doba dinastije Han sojino zrno je fermentirano bez ribe u sojinu pastu i njeni nusproizvodi u sojin sos, ‍:346, 358–359 dok su fermentisani sosovi bazirani na ribi odvojeno razvijeni u sos od ribe. Riblji sos, koji se na hokijskom kineskom naziva koečiap ili kecap u Indoneziji, mogao bi biti preteča kečapa.‍:233
Do 50–100 godina pre nove ere, potražnja za ribljim pastama u Kini drastično je opala, a fermentisani proizvodi od pasulja postali su glavna trgovačka roba. Međutim, riblji sos je razvio veliku popularnost u jugoistočnoj Aziji. Prehrambeni naučnici tradicionalno dele Istočnu Aziju na dva različita regiona u pogledu začina, odvojena podelom na pasulj-ribu: Jugoistočna Azija, uglavnom koristeći fermentisanu ribu (Vijetnam, Tajland, Kambodža), dok Severoistočna Azija, prvenstveno koristi fermentisani pasulj (Kina, Koreja, Japan). Riblji sos ponovo je ušao u Kinu u 17. i 18. veku. Kineski trgovci su iz Vijetnama i Kambodže doneli riblji sos uz obalu južnih provincija Guangdung i Fuđen.

### Evropa
Istorijski gledano, riblji umaci su bili široko korišćeni u drevnoj mediteranskoj kuhinji. Najraniju zabeleženu produkciju imalu su antički Grci između 4. i 3. veka pre nove ere, koji su fermentisali ostatke ribe zvane garos u jedno.‍:235 Veruje se da je napravljen sa manjim sadržajem soli od modernih ribljih soseva.
Rimljani su napravili sličan začin zvan garum ili likvamen.‍:235 Prema Pliniju Starijem, „garum se sastoji od creva ribe i drugih delova koji bi se inače smatrali otpadom, tako da je garum zaista liker od truljenja.“ Garum je bio pravljen u rimskim ispostavama Španije gotovo isključivo od skuše soljenjem otpadaka u unutrašnjosti ribe, a zatim sušenjem fermentiranog sadržaja dok se nije raspalo, obično tokom nekoliko meseci. Smeđa tečnost bi se zatim procedila, flaširala i prodavala kao začin. Ostaci rimskih objekata za soljenje ribe i dalje se mogu videti, uključujući Algeciras u Španiji i blizu Setubala u Portugalu. Proces je trajao do 16. veka, kada su proizvođači garuma prešli na sardele sa uklonjenim iznutricama.‍:235
Garum je bio sveprisutan u klasičnom rimskom kuvanju. Mešan sa vinom bilo je poznat kao oenogarum, ili sa sirćetom, oksigarum, ili pomešan sa medom, meligarum. Garum je bio jedan od trgovinskih specijaliteta u Hispaniji Betica. Garum je često klevetan zbog lošeg ili trulog mirisa, i nazivan je na primer „ribljim sosom zlog mirisa“,
 a smatra se da je sličan modernoj Kolatura di Alici, ribljem sosu koji se koristi u napuljskoj kuhinji.
Na engleski jezik garum je ranije prevođen kao fishpickle. Originalni Vusterširski sos je srodni proizvod, jer je fermentisan i sadrži sardele.
- Ruševine rimske fabrike garuma u blizini Tarife, Španija
- Drevna rimska fabrika garuma u Portugaliji
- Dve amfore za garum

## Sastojci i proizvodnja
Umaci od ribe su se u prošlosti pripremali od različitih vrsta riba i školjki, kao i upotrebom cele ribe, ili koristeći samo riblju krv ili iznutrice. Većina modernih umaka od ribe sadrži samo ribu i so. Oni su obično napravljeni od sardela, škampa, skuše ili druge ribe jakok ukusa sa visokim sadržajem ulja. Nekim varijantama je dodato bilje i začini. Za savremene umake od ribe, riba ili školjke mešaju se sa soli u koncentraciji od 10% do 30%. Zatim se sadržaj drži u zatvorenom kontejneru do dve godine.‍:234
Jednom kada se napravi originalna smeša, neki riblji umaci se proizvodite ponovnom ekstrakcijom riblje mase vrenjem. Da bi se poboljšao vizuelni izgled i upotpunio ukus, u riblje soseve drugog pasa često se dodaje karamela, melasa ili pečeni pirinač.‍:234 Oni su tanji i jeftiniji. Neki proizvođači ribljeg sosa takođe razvodnjavaju prvobitnu smesu kako bi proizveli više proizvoda.
Riblji sos koji je samo kratkotrajno fermentisan ima izražen riblji ukus. Produžena fermentacija ovo smanjuje i daje proizvodu orašastiji, bogatiji i pikantniji ukus. Jedan anonimni članak „Neuc-num“, u Enciklopediji Diderota i d'Alembera iz 18. veka, navodi: „Kaže se da su se Evropljani dovoljno navikli na ovu vrstu sosa“.

## Literatura
- Cooks Illustrated (September/October 2015) "Fish Sauce Taste Test" https://www.cooksillustrated.com/taste_tests/1625-fish-sauce
- Hastings (2015) Fish Sauce a versatile ingredient that works in many cuisines http://www.journalnow.com/home_food/food/fish-sauce-a-versatile-ingredient-that-works-in-many-cuisines/article_bb1deeb7-5b92-5168-b25d-400a7cbcf30a.html
- Hildebrant (2014) "Fish Sauce Taste Test, 13 Brands Compared" Архивирано на веб-сајту  (8. новембар 2020) from Our Daily Brine
- Murdoch (2004) Essential Seafood Cookbook Seafood sauces, pp. 128–143. Murdoch Books.  978-1-74045-412-4.
- Nguyen (2008) "How to Buy Fish Sauce: A Guide" Архивирано на веб-сајту  (8. септембар 2018) from Viet World Kitchen
- Rosen (2013) "Can Fish Sauce Be Vietnam's Champagne?" from The Atlantic
- Johnson (2015) "3 Reasons To Get A Little More Umami in your Diet" from US News health. http://health.usnews.com/health-news/blogs/eat-run/2015/10/09/3-reasons-to-get-a-little-more-umami-in-your-diet
- Prichep, Deena (26. 10. 2013). „Fish Sauce: An Ancient Roman Condiment Rises Again”. NPR. Приступљено 5. 11. 2013.
- Meewes, Veronica (2015) The Fish Sauce Cookbook published by Andrews McMeel ISBN, 9781449468699
- The Confidentials (2016-11-01). „REVIEW | Seoul Kimchi, Upper Brook Street | Confidentials Manchester”. Manchester: Manchester Confidential. Архивирано из оригинала 02. 02. 2017. г. Приступљено 2017-04-04.
- „Thousands prepare kimchi feast for Seoul's poor”. Channel NewsAsia. Архивирано из оригинала 8. 11. 2016. г. Приступљено 2016-11-08.
- „Patis / Fish Sauce”. Market Manila. Приступљено 13. 1. 2019.
- Van Veen, A.G. (1953). „Fish Preservation in Southeast Asia”.  Ур.: Mrak, E.M.; Stewart, G.F. Advances in Food Research. 4. Academic Press. стр. 217. ISBN 9780080567495.
- Olympia, Minerva SD (1992). „Fermented Fish Products in the Philippines”.  Ур.: National Research Council (U.S.). Panel on the Applications of Biotechnology to Traditional Fermented Foods. Applications of Biotechnology to Fermented Foods: Report of an Ad Hoc Panel of the Board on Science and Technology for International Development. National Academies Press.
- „Patis - Filipino Fishy Goodness”. Oyster Food and Culture. Архивирано из оригинала 11. 11. 2020. г. Приступљено 13. 1. 2019.
- „Patis”. TagalogLang. Приступљено 13. 1. 2019.
- „Filipino Icon: Bagoong”. For Filipinos in Europe. Приступљено 13. 1. 2019.
- Robuchon, Joël (2009). Larousse Gastronomique (Updated изд.). London: Hamlyn. стр. 714. ISBN 9780600620426.
- Kyle Hildebrant (2014-02-17). „Fish Sauce Taste Test, 13 Brands Compared – Our Daily Brine”. Ourdailybrine.com. Архивирано из оригинала 08. 11. 2020. г. Приступљено 2017-04-04.
- Stanton, J. (2012-05-02). „What Are "Hydrolyzed Soy Protein" And "Hydrolyzed Wheat Protein," And Why Are They in Everything?”. Gnolls.org. Приступљено 2017-04-04.
- „Everything you want to know about Phu Quoc Fish Sauce”. Phuquocislandguide.com. Архивирано из оригинала 25. 08. 2018. г. Приступљено 2017-04-04.

## Spoljašnje veze
- Sukphisit, Suthon (2018-11-25). „Fish Tails”. Bangkok Post. Приступљено 2018-11-25.
- „21 brands of Thai fish sauce free from botulinum toxin”. Thai PBS. 2017-02-06. Архивирано из оригинала 03. 06. 2019. г. Приступљено 2018-11-25.
- „FDA denies US ban on fish sauce from Thailand”. The Nation. 2018-10-25. Архивирано из оригинала 16. 06. 2019. г. Приступљено 25. 11. 2018.